# Cantó de Limay
El cantó de Limay és un cantó francès del departament d'Yvelines, situat al districte de Mantes-la-Jolie. Des del 2015 té 20 municipis i el cap és Limay.

## Municipis
- Brueil-en-Vexin
- Drocourt
- Épône
- La Falaise
- Follainville-Dennemont
- Fontenay-Saint-Père
- Gargenville
- Guernes
- Guitrancourt
- Issou
- Jambville
- Juziers
- Lainville-en-Vexin
- Limay
- Mézières-sur-Seine
- Montalet-le-Bois
- Oinville-sur-Montcient
- Porcheville
- Sailly
- Saint-Martin-la-Garenne

## Història
| Data d'elecció                           | Identitat           | Partit                     | Qualitat |
| ---------------------------------------- | ------------------- | -------------------------- | -------- |
| 1945-1964                                | André Lecoq         | radical                    |          |
| 1964-1979                                | Maurice Quettier    | PCF                        |          |
| 1979-2002                                | André Samitier      | Divers droite, després UMP |          |
| 2002-                                    | Jacques Saint-Amaux | PCF                        |          |
| les dades anteriors no són pas conegudes |                     |                            |          |
|                                          |                     |                            |          |

## Demografia
| A partir de 1990: Població sense dobles comptes |